# El Tepeyac (Hidalgo)
El Tepeyac es una localidad de México perteneciente al municipio de Cuautepec de Hinojosa en el estado de Hidalgo.

## Toponimia
Tepe-yaca-c, del náhuatl, monte con nariz, dice el signo gráfico; cerro saliente de la cordillera; la etimología, tepetl, cerro, yacatl, nariz y la final c, que indica lugar.

## Geografía
A la localidad le corresponden las coordenadas geográficas 20° 3’ 3.921” de latitud norte y 98° 18’ 38.122” de longitud oeste, con una altitud de 2264 m s. n. m. Se encuentra a una distancia aproximada de 1.72 kilómetros al norte de la cabecera municipal, Cuautepec de Hinojosa.
En cuanto a fisiografía se encuentra dentro de las provincia del Eje Neovolcánico, dentro de la subprovincia de Lagos y Volcanes de Anáhuac; su terreno es de llanura y lomerío. En lo que respecta a la hidrografía se encuentra posicionado en la región del río Panuco, dentro de la cuenca del río Moctezuma, en la subcuenca del río Metztitlán. Cuenta con un clima templado subhúmedo con lluvias en verano, de humedad media.

## Demografía
En 2020 registró una población de 1702 personas, lo que corresponde al 2.82 % de la población municipal. De los cuales 821 son hombres y 881 son mujeres. Tiene 426 viviendas particulares habitadas.
| Gráfica de evolución demográfica de El Tepeyac entre 1930 y 2020                             |
|                                                                                              |
| Población de los censos y conteos del Instituto Nacional de Estadística y Geografía (INEGI). |

## Economía
La localidad tiene un grado de marginación medio y un grado de rezago bajo.